# Чутир
Чути́р (рос. Чутырь) — село в Ігринському районі Удмуртії, Росія.

## Населення
Населення — 922 особи (2010; 1029 в 2002).
Національний склад станом на 2002 рік:
- удмурти — 72 %

## Урбаноніми[3]
- вулиці — Дружби, Жовтнева, Зарічна, Кооперативна, Лісова, Миру, Молодіжна, Польова, Праці, Радгоспна, Радянська, Сонячна, Шкільна

## Історія
В 1940—1970 роках поруч села діяла спеціалізована Чутирська вузькоколійна залізниця.